# Вернон (Ардеш)
Верно́н (фр. и окс. Vernon) — коммуна во Франции, находится в регионе Рона — Альпы. Департамент коммуны — Ардеш. Входит в состав кантона Жуайёз. Округ коммуны — Ларжантьер.
Код INSEE коммуны — 07336.

## Население
Население коммуны на 2008 год составляло 218 человек.
| 1962 | 1968 | 1975 | 1982 | 1990 | 1999 | 2008 |
| ---- | ---- | ---- | ---- | ---- | ---- | ---- |
| 184  | 192  | 166  | 170  | 185  | 203  | 218  |

## Экономика
В 2007 году среди 130 человек в трудоспособном возрасте (15—64 лет) 85 были экономически активными, 45 — неактивными (показатель активности — 65,4 %, в 1999 году было 69,2 %). Из 85 активных работали 71 человек (29 мужчин и 42 женщины), безработных было 14 (9 мужчин и 5 женщин). Среди 45 неактивных 7 человек были учениками или студентами, 23 — пенсионерами, 15 были неактивными по другим причинам.

## Фотогалерея
- Крест
- Памятник погибшим в Первой мировой войне
- Карта коммуны